# Liste der Textilindustriemaschinen
Textilmaschinen werden in der Textil- und Bekleidungsindustrie eingesetzt. Man kann dabei insbesondere die Wirtschaftszweige
- Spinnstoffaufbereitung von Naturfasern bzw. Herstellung von Chemiefasern
- Spinnerei
- Weberei
- Wirkerei und Strickerei
- Näherei und Stickerei
- Textilveredelung
- und zwischen und nach der Produktion die Aufbereitung von Textilien durch Textilpflegeverfahren

unterscheiden.
| Bezeichnung der Maschine                | Eingesetzt im Wirtschaftszweig                          | Maschinenaktion                     | Bemerkung |  |
| --------------------------------------- | ------------------------------------------------------- | ----------------------------------- | --- |  |
| Autoklav                                | Textilveredelung, Spinnerei, Strickerei                 | Dämpfen, Fixieren, Drallberuhigen   | |  |
| Diagonalschermaschine                   | Textilveredelung                                        | Scheren                             | |  |
| Flechtmaschine                          | Posamentrie                                             | Flechten                            | |  |
| Cutter (Maschine)                       | Näherei                                                 | Zuschneiden                         | |  |
| Kardiermaschine                         | Spinnstoffaufbereitung                                  | Kardieren                           | |  |
| Jacquardwebstuhl                        | Weberei                                                 | Weben                               | |  |
| Foulard (Maschine)                      | Textilveredelung                                        | Foulardierung (Färben, Appretieren) | |  |
| Häkelgalonmaschine                      | Wirkerei                                                | Wirken                              | |  |
| Kettenwirkmaschine                      | Wirkerei                                                | Wirken                              | |  |
| Kulierwirkmaschine                      | Wirkerei                                                | Wirken                              | |  |
| Nähmaschine                             | Näherei                                                 | Nähen                               | auch im handwerklichen und häuslichen Gebrauch                                                               |  |
| Overlock-Nähmaschine                    | Näherei                                                 | Nähen                               | auch im handwerklichen und häuslichen Gebrauch                                                               |  |
| Power Loom                              | Weberei                                                 | Weben                               | historische Maschine der industriellen Revolution                                                            |  |
| Raschelmaschine                         | Wirkerei                                                | Wirken                              | |  |
| Schärmaschine                           | Weberei                                                 | Schären                             | |  |
| Schermaschine (Textil)                  | Textilveredelung                                        | Scheren                             | |  |
| Sengmaschine                            | Textilveredelung                                        | Gasieren                            | |  |
| Stickmaschine                           | Näherei                                                 | Sticken                             | |  |
| Strickmaschine                          | Wirkerei                                                | Stricken                            | auch im häuslichen Gebrauch                                                                                  |  |
| Waschmaschine                           | Textilpflege/Reinigung zwischen und nach der Produktion | Waschen                             | auch im häuslichen Gebrauch                                                                                  |  |
| Webmaschine                             | Weberei                                                 | Weben                               | |  |
| Wirkmaschine                            | Wirkerei                                                | Wirken                              | |  |
| Selfaktor                               | Spinnerei                                               | Spinnen                             | historische Maschine                                                                                         |  |
| Ringspinnmaschine                       | Spinnerei                                               | Spinnen                             | |  |
| Rotorspinnmaschine                      | Spinnerei                                               | Spinnen                             | |  |
| Krempelwolf                             | Spinnstoffaufbereitung                                  | Fasern lockern (wolfen)             | |  |
| Ballenöffner                            | Spinnstoffaufbereitung                                  | Fasern lockern                      | |  |
| Spinning Jenny                          | Spinnerei                                               | Spinnen                             | historische Maschine der industriellen Revolution                                                            |  |
| Spinning Mule                           | Spinnerei                                               | Spinnen                             | historische Maschine der industriellen Revolution                                                            |  |
| Waterframe                              | Spinnerei                                               | Spinnen                             | historische Maschine der industriellen Revolution                                                            |  |
| Streckbank (Textilindustrie)            | Spinnerei                                               | Vorgarn spinnen                     | historische Maschine der industriellen Revolution                                                            |  |
| Egreniermaschine                        | Spinnstoffaufbereitung                                  | Samen entfernen                     | historische Maschine der industriellen Revolution                                                            |  |
| Walkmühle                               | Herstellung von Tuchen und anderen Walkstoffen          | Walken                              | historische Maschine                                                                                         |  |
| Bügelmaschine                           | Textilpflege zwischen und nach der Produktion           | Bügeln                              | auch im häuslichen Gebrauch                                                                                  |  |
| Tunnelfinisher                          | Textilpflege zwischen und nach der Produktion           | Falten entfernen                    | |  |
| Nadelwebmaschine                        | Weberei                                                 | Weben                               | |  |
| Schützenbandwebmaschine                 | Weberei                                                 | Weben                               | |  |
| Spindelschleifmaschine                  | Spinnerei                                               | Schleifen                           | erfunden von Evan Evans                                                                                      |  |
| Spulmaschine                            | Spinnerei, Weberei, Wirkerei u. a.                      | Spulen (Textil)                     | |  |
| Haspelmaschine                          | Textilveredelung                                        | Haspeln                             | |  |
| Haspelkufe                              | Textilveredelung                                        | Färben, Waschen                     | |  |
| Jigger                                  | Textilveredelung                                        | Färben, Waschen                     | |  |
| Jet                                     | Textilveredelung                                        | Färben, Waschen                     | |  |
| Baumfärbemaschine                       | Textilveredelung                                        | Färben, Waschen                     | |  |
| Garnfärbemaschine, x-Spul Färbemaschine | Textilveredelung                                        | Färben, Waschen                     | |  |
| Schablonendruckmaschine                 | Textilveredelung                                        | Drucken                             | |  |
| Textil-Rouleaux-Druckmaschine           | Textilveredelung                                        | Drucken                             | |  |
| Ink-Jet-Drucker                         | Textilveredelung                                        | Drucken                             | unterscheidet sich deutlich vom Papier-Ink-Jet-Drucker, ist für das Bedrucken von z. B. Teppichware geeignet |  |
| Verweilkammer                           | Textilveredelung                                        | Färben                              | klimatisierte Verweilkammer (z. B. für Pad-Roll-Prozess)                                                     |  |
| Kaule                                   | Textilveredelung                                        | Transportieren                      | |  |
| Rakel                                   | Textilveredelung                                        | Beschichtung                        | |  |
| Doppeldrahtmaschine                     | Spinnerei                                               | Zwirnen                             | |  |
| Ringzwirnmaschine                       | Spinnerei                                               | Zwirnen                             | |  |
| Stufenzwirnmaschine                     | Spinnerei                                               | Zwirnen                             | |  |
| Hohlspindelmaschine                     | Spinnerei                                               | Zwirnen                             | |  |
| Malimomaschine                          | sonstige Branche                                        | Malimoverfahren                     | DDR - Patent                                                                                                 |  |
| Schifflistickmaschine                   | Stickerei                                               | Sticken                             | erfunden von Isaak Gröbli                                                                                    |  |
| Spannrahmen                             | Textilveredelung                                        | Spannen von Tuchen zur Trocknung    | |  |
| Handstickmaschine                       | Stickerei                                               | Sticken                             | erfunden von Josua Heilmann                                                                                  |  |
| Ringschiffmaschine                      | Näherei                                                 | Nähen                               | erfunden von Friedrich Heinrich August Mundlos                                                               |  |
| Handkulierstuhl                         | Wirkerei                                                | Wirken                              | erfunden von William Lee                                                                                     |  |
| Kratzenrauhmaschine                     | Textilveredelung                                        | Aufrauen                            | |  |
| Kämmmaschine                            | Spinnstoffaufbereitung                                  | Wolle kämmen                        | erfunden von Josua Heilmann, Samuel Lister, Edmond Cartwright u. a.                                          |  |
| Nitschelwerk                            | Spinnstoffaufbereitung                                  | Roving (Vorgarn) herstellen         | |  |